# Apostolepis
Apostolepis är ett släkte av ormar som ingår i familjen snokar. Släktet tillhör underfamiljen Dipsadinae som ibland listas som familj.
Arterna är med en längd mindre än 75 cm små ormar. De förekommer i Sydamerika och vistas i skogar. Individerna gräver i lövskiktet eller i det översta jordlagret. De har små ryggradsdjur som groddjur och ödlor samt ryggradslösa djur som föda. Fortplantningssättet är inte känt.

## Dottertaxa tillApostolepis, i alfabetisk ordning[1]
- Apostolepis albicollaris
- Apostolepis ambinigra
- Apostolepis ammodites
- Apostolepis arenaria
- Apostolepis assimilis
- Apostolepis breviceps
- Apostolepis cearensis
- Apostolepis christinae
- Apostolepis coronata
- Apostolepis dimidiata
- Apostolepis dorbignyi
- Apostolepis flavotorquata
- Apostolepis freitasi
- Apostolepis gaboi
- Apostolepis goiasensis
- Apostolepis intermedia
- Apostolepis longicaudata
- Apostolepis multicincta
- Apostolepis nelsonjorgei
- Apostolepis niceforoi
- Apostolepis nigroterminata
- Apostolepis phillipsi
- Apostolepis polylepis
- Apostolepis pymi
- Apostolepis quinquelineata
- Apostolepis quirogai
- Apostolepis sanctaeritae
- Apostolepis tenuis
- Apostolepis tertulianobeui
- Apostolepis vittata

The Reptile Database listar ytterligare 7 arter.